# 私の書いたポエム
「私の書いたポエム」（わたしのかいたポエム）は、1976年10月からラジオNIKKEI（旧：ラジオたんぱ）第1放送で放送中の長寿ラジオ番組。
聴取者から投稿された現代詩を朗読するパーソナリティは、長岡一也と大橋照子。放送初回時から2020年3月までは曹洞宗が番組提供のスポンサーとなっていた。

## 放送時間
毎週日曜日18時30分（日本時間）からの30分番組。時折公開放送も行われる。近年、ラジオNIKKEIでは番組数を削減して放送時間を短縮する傾向であるため、当番組が日曜日の最終番組になっていた時期もあるが、現在は19時台前半で放送されている『テイスト・オブ・ジャズ』で、19時30分終了。

## テーマ曲
モーツァルトの交響曲第40番ト長調K.550第1楽章。